# Парламентские выборы в Черногории (1905)
Парламентские выборы в Черногории 1905 года — первые парламентские выборы в Черногории, проведенные 27 ноября 1905 года. Князь Черногории Николай І Петрович издал манифест, согласно которому созывалось представительское собрание из делегатов, избираемых на свободных выборах. Представительское собрание состояло из 60 делегатов, 56 из которых выбирались из военных районов Черногории (один район — один делегат) и 4 делегата избирались от городов Цетине, Никшич, Подгорица и Улцинь. Новый парламент был открыт 19 декабря 1905 года, на первом заседании которого была провозглашена первая черногорская конституция, превращая Черногорию в конституционную монархию. Правительство назначалось князем и состояло из шести министров и трёх церковных делегатов, представляющих интересы православных, католиков и мусульман.